# Ponari
Ponari (cyr. Понари) – wieś w Czarnogórze, w gminie Podgorica. W 2011 roku liczyła 253 mieszkańców.